# Montañas de Lechquellen

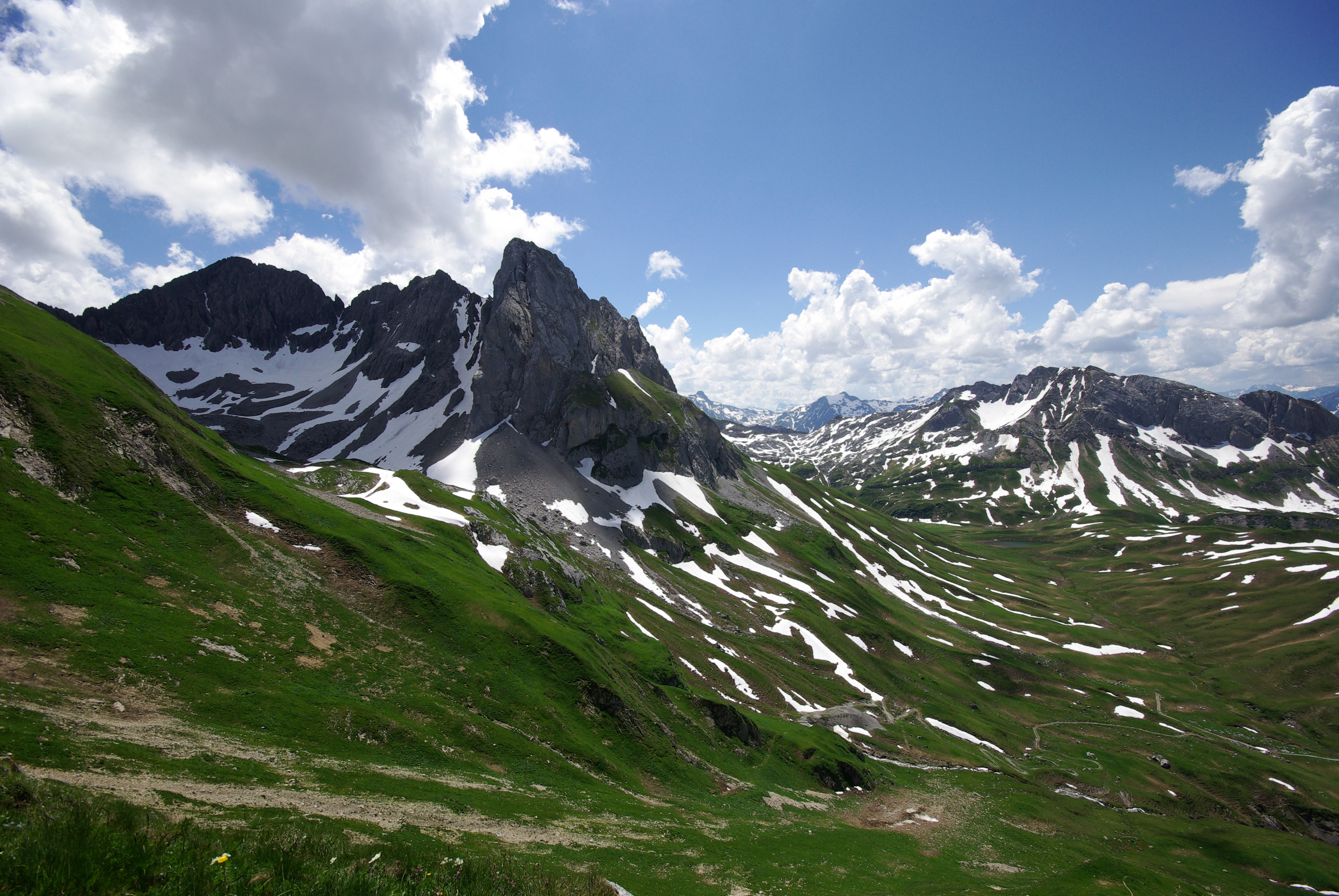
Vista del Untere Wildgrubenspitze, Roggalspitze y Rhonspitze

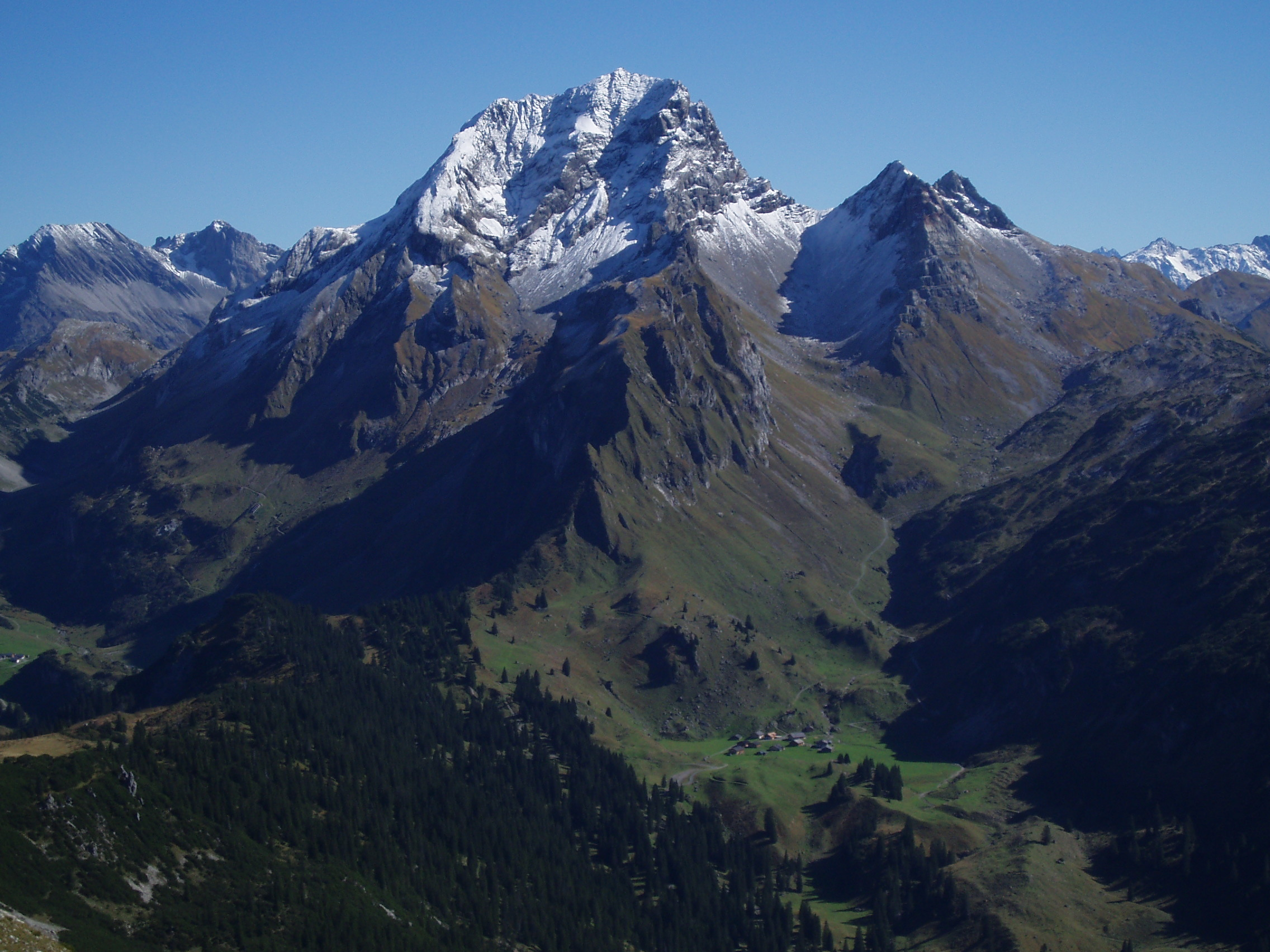
Rote Wand

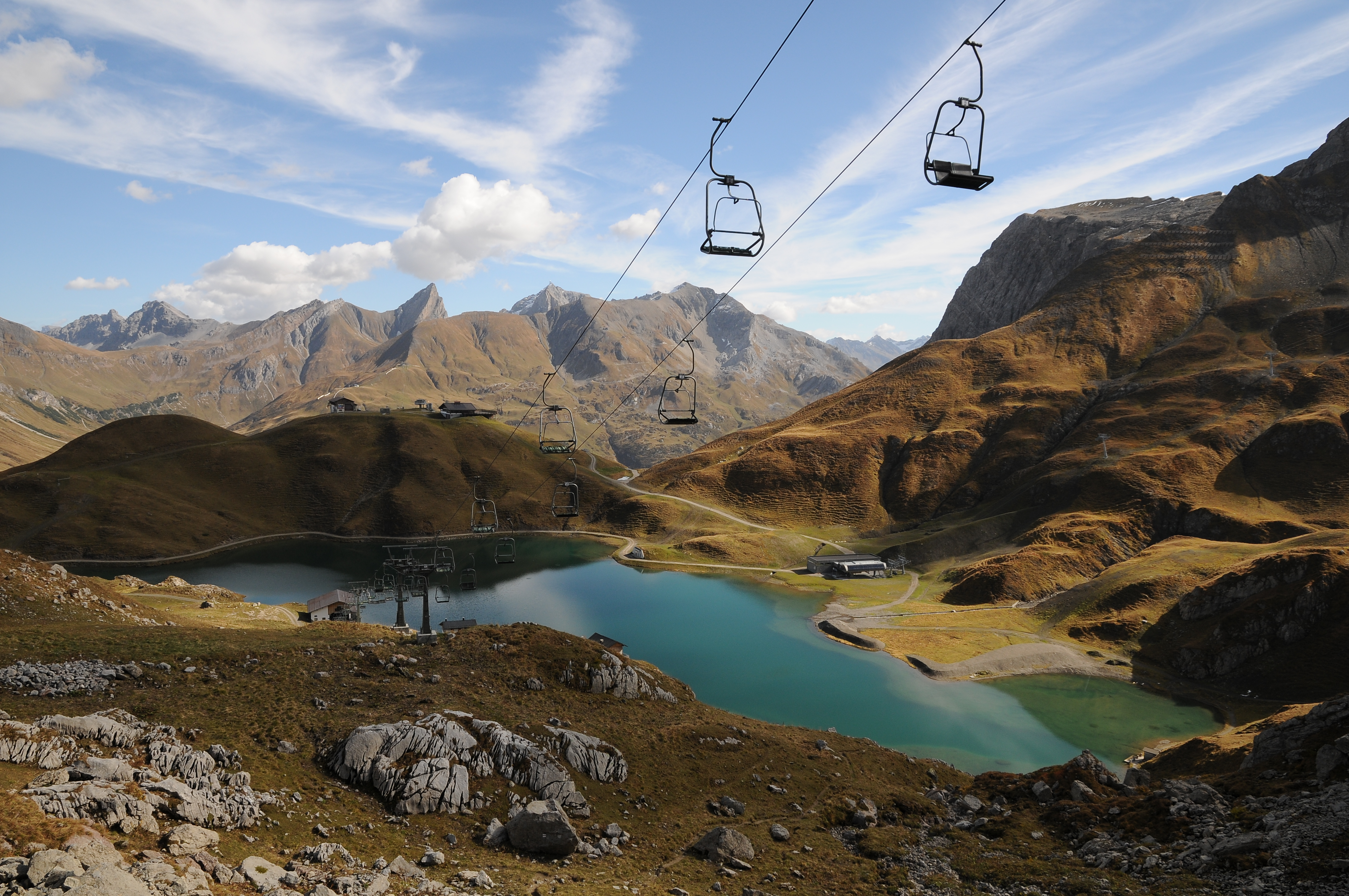
Zürsersee; en el fondo: Valluga y Roggspitze.

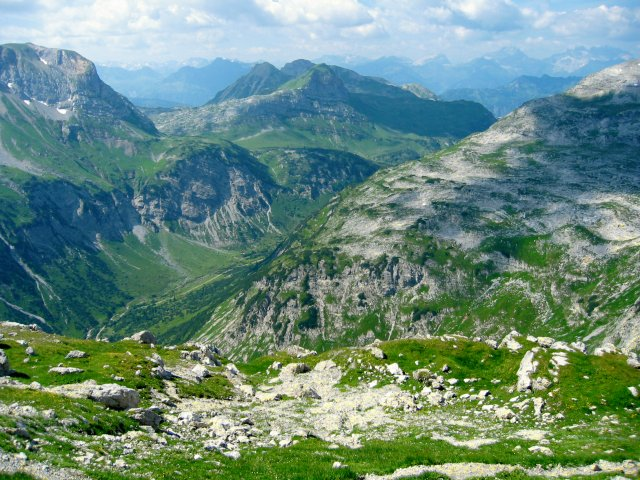
Montañas de Lechquellen: vista hacia el valle de Lech

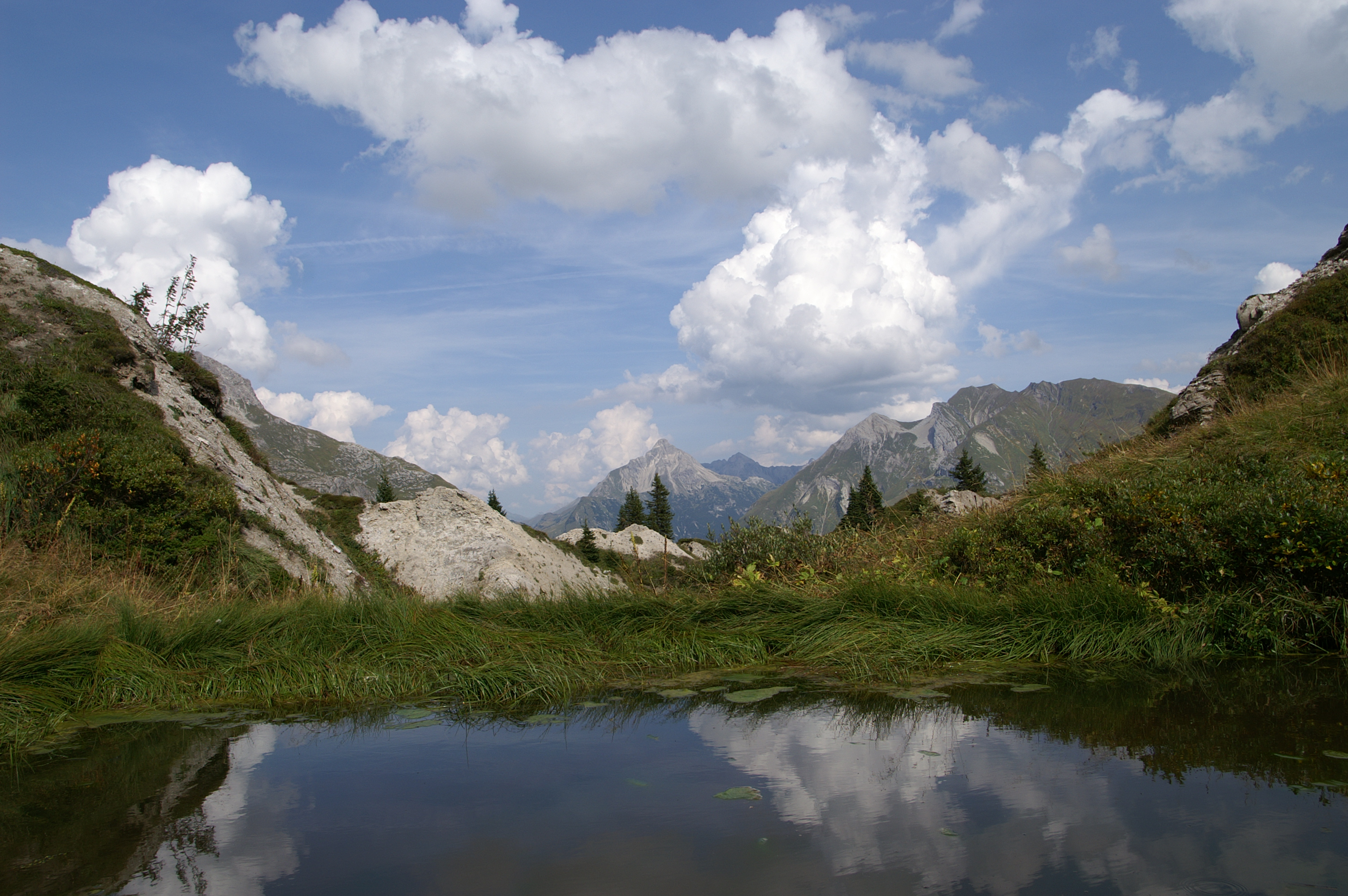
Reserva natural de Gipslöcher en el Biberkopf

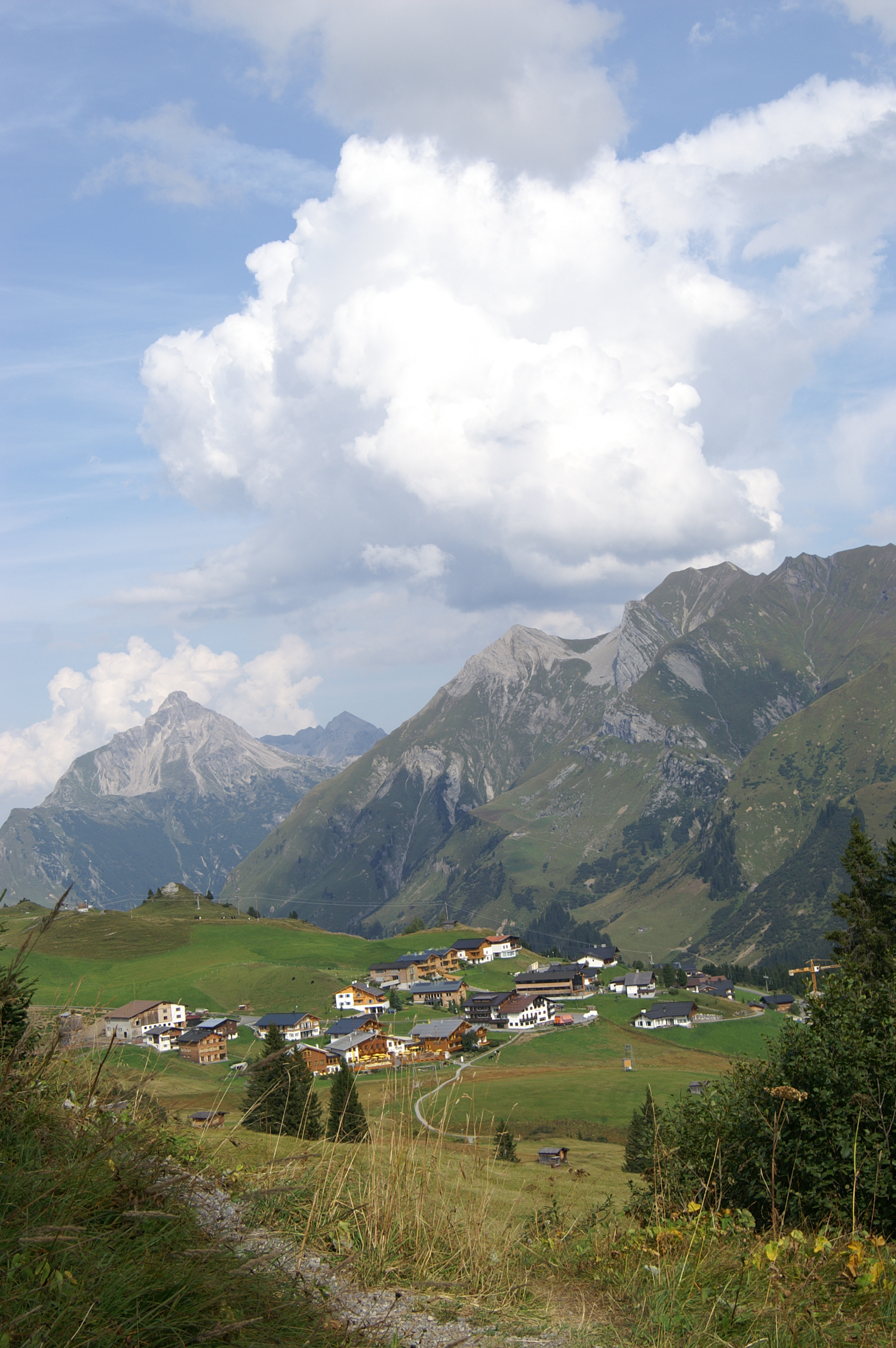
La reserva natural de Gipslöcher. Detrás y a la izquierda: el Biberkopf.

Las montañas de Lechquellen (en alemán: Lechquellengebirge) son un pequeño grupo de montañas dentro de los Alpes de piedra caliza del norte de los Alpes orientales. Se encuentra totalmente dentro del estado austriaco de Vorarlberg e incluye los tramos superiores del río Lech con sus arroyos, así como el Grosses Walsertal superior. 

## Origen del nombre
El nombre Lechquellengebirge es bastante preciso, ya que la mayor parte de la cordillera  rodea los tramos superiores del Lech con sus dos arroyos alimentados por manantiales, el Formarinbach y el Spullerbach. Sin embargo, es de hecho un nombre artificial inventado por Walther Flaig en un momento en que el desarrollo del montañismo en los Alpes se había completado en gran medida. Anteriormente, la cadena montañosa se llamaba Alpes Klostertal o contaba como parte de los Alpes Lechtal al este del Paso Flexen. 
A los nombres artificiales a menudo les resulta difícil establecerse en el lenguaje cotidiano. Por el contrario, hay grupos alpinos con nombres de lugares que se remontan a siglos o incluso milenios, como el Ratikon o el vecino Verwall. Otros llevan el nombre de valles que han sido mencionados con el mismo nombre desde tiempos inmemoriales, como los Alpes de Ötztal. Tomará décadas determinar si el nombre de las montañas Lechquellen ha prevalecido tan naturalmente como el nombre de otros grupos alpinos. Tampoco está claro si la UIAA o incluso la Unión Europea elaborarán y establecerán una clasificación de los Alpes reconocida internacionalmente. Si lo hacen, entonces las montañas Lechquellen podrán ser reconocidas oficialmente o absorbidas por otros grupos. 

## Extensión
El límite sur de las montañas de Lechquellen se extiende desde la ciudad alpina de Bludenz a lo largo del Klostertal hasta el puerto de Flexen. Desde allí, continúa en el este a través de Zürs y Lech y a lo largo de Lech hasta su confluencia con el Krumbach. El Krumbach forma el límite de la cadena en el norte hasta el puerto de Hochtannberg. Desde allí, corre a lo largo del Seebach a través de la aldea de Schröcken y continúa a lo largo del arroyo Bregenzer Ach hasta Au y su confluencia con el Argenbach. Luego sube el Argenbach hasta justo antes de Damuels y continúa a lo largo del Faschinabach en el oeste hasta el collado de Faschinajoch. Desde allí desciende a Große Walsertal y a lo largo del Lutz hasta su confluencia con el Ill. Luego sigue al Ill de regreso a Bludenz. 
El puerto de Flexen conecta las montañas de Lechquellen con los Alpes de Lechtal. El puerto de Hochtannberg forma el enlace con los Alpes de Allgäu. El Faschinajoch es la conexión con las montañas del bosque de Bregenz. 
Walther Flaig, un conocido guía alpino y autor de Vorarlberg, tuvo una influencia significativa en la definición y en la identificación de la extensión de las montañas Lechquellen. El nombre que le dio a las montañas y la definición de su extensión se incluyó en la clasificación del Club Alpino de los Alpes del Este (AVE). 

## Puertos
Además de los puertos nombrados, no hay otros puertos que sean accesibles en automóvil. 
Otros pasos turísticos relevantes son: 
- Rauhes Joch (Ubicación del "Refugio de Friburgo", 1.918 m (AA), accesible desde el este por carretera, el paso también es accesible en bicicletas de montaña)
- Spullersee (1.827 metros sobre el nivel del mar (AA), cruzando de Lechtal a Klostertal)

- Stierlochjoch (2,011)  metros sobre el nivel del mar (AA), acceso desde Lechtal al refugio de Ravensburger

- Gamsboden (Ubicación del refugio Göppinger, 2,245 metros sobre el nivel del mar (AA), cruzando de Lechtal a Große Walsertal)

## Cadenas vecinas
Las montañas de Lechquellen bordean los siguientes otros grupos en los Alpes: 
- Montañas del bosque de Bregenz (al norte)
- Alpes de Allgäu (al noreste)
- Alpes de Lechtal (al este)
- Alpes del Verwall (al sur)
- Rätikon (al suroeste)

## Cumbres
Los 10 picos más altos de las montañas de Lechquellen son: 
- Untere Wildgrubenspitze, 2,753 metros   sobre el nivel del mar (AA)
- Rote Wand, 2,704 metros  sobre el nivel del mar (AA)
- Großer Grätlisgrat, 2,702 metros  sobre el nivel del mar (AA)
- Mittlere Wildgrubenspitze, parte superior del este, 2,696 metros  sobre el nivel del mar (AA)
- Mittlere Wildgrubenspitze, parte superior central, 2,695 metros sobre el nivel del mar (AA)
- Rote Wand, Ostgipfel, 2,688 metros sobre el nivel del mar (AA)
- Nadel, 2,685 metros sobre el nivel del mar (AA)
- Spuller Schafberg, Hauptgipfel, 2,679 metros sobre el nivel del mar (AA)
- Roggalspitze, 2,672  metros sobre el nivel del mar (AA)
- Wasenspitze, 2,665 metros sobre el nivel del mar (AA)

Otros picos bien conocidos en las Lechquellen, en orden de altura son los: 
- Braunarlspitze, 2,649 m sobre el nivel del mar (AA)
- Hochlicht, 2.600 m sobre el nivel del mar (AA)
- Mohnenfluh, 2,542 m sobre el nivel del mar (AA)
- Karhorn, 2,416 m sobre el nivel del mar (AA)
- Zitterklapfen, 2.403 m sobre el nivel del mar (AA)
- Hochkünzelspitze, 2,397 m sobre el nivel del mar (AA)
- Roggelskopf, 2284 m sobre el nivel del mar (AA)
- Feuerstein, 2,271 m sobre el nivel del mar (AA)
- Cuerno de guerra, 2,257 m sobre el nivel del mar (AA)
- Gamsfreiheit, 2,211 m sobre el nivel del mar (AA)
- Hoher Fraßen, 1,979 m sobre el nivel del mar (AA)

## Turismo
El uso de carreteras de gran altitud (peajes) permite que los vehículos motorizados penetren en el interior de las montañas a una altitud de casi 2000 metros. Pero también hay áreas más grandes con un marcado aislamiento. 
Los valles fueron poblados por los llamados Walsers, un nombre que se encuentra en muchos nombres de familias tirolesas. Históricamente, ha dominado la agricultura alpina y se conoce hoy en día bajo el término trashumancia alpina, un estilo de vida que influyó mucho en la cultura, las tradiciones y la arquitectura. 
Hoy en día el turismo, especialmente el turismo de esquí en Lech y los pueblos más pequeños de Zürs, Stuben y Damüls, así como el senderismo es importante. 

### Desarrollo de las infraestructuras públicas locales.
Las montañas de Lechquellen se hicieron accesibles en la segunda mitad del siglo XIX. El pequeño grupo de montaña incluye la parte superior del río Lech con sus arroyos de manantial, así como también el Großwalsertal superior. El primer refugio fue inaugurado en 1894 por la sección de Friburgo del Club Alpino Alemán y Austriaco en el lago Formarinsee. Debido a la gran popularidad, se abrió otro refugio en 1912 llamado Freiburger en el Rauhen Joch, así como el refugio Ravensburger cerca de Spullersee en el mismo año.
En general, el Lechquellengebirge está poco desarrollado, aparte de las grandes estaciones de esquí y los ferrocarriles directamente en Lech y Zürs. Estrechas carreteras de peaje conducen a los valles, y un autobús de enlace de Lech (ciudad) lleva a los manantiales de Lech en verano. Por otro lado, es ideal para los excursionistas, a través de un sistema de refugios de montaña, que están conectados por un camino de gran altitud. El camino sigue toda la "herradura" de los picos, pero presupone alguna experiencia alpina, al menos hasta el comienzo del verano. 
En el borde sur de las montañas de Lechquellen discurre por la rampa occidental el ferrocarril de Arlberg.

### Refugios del Club Alpino

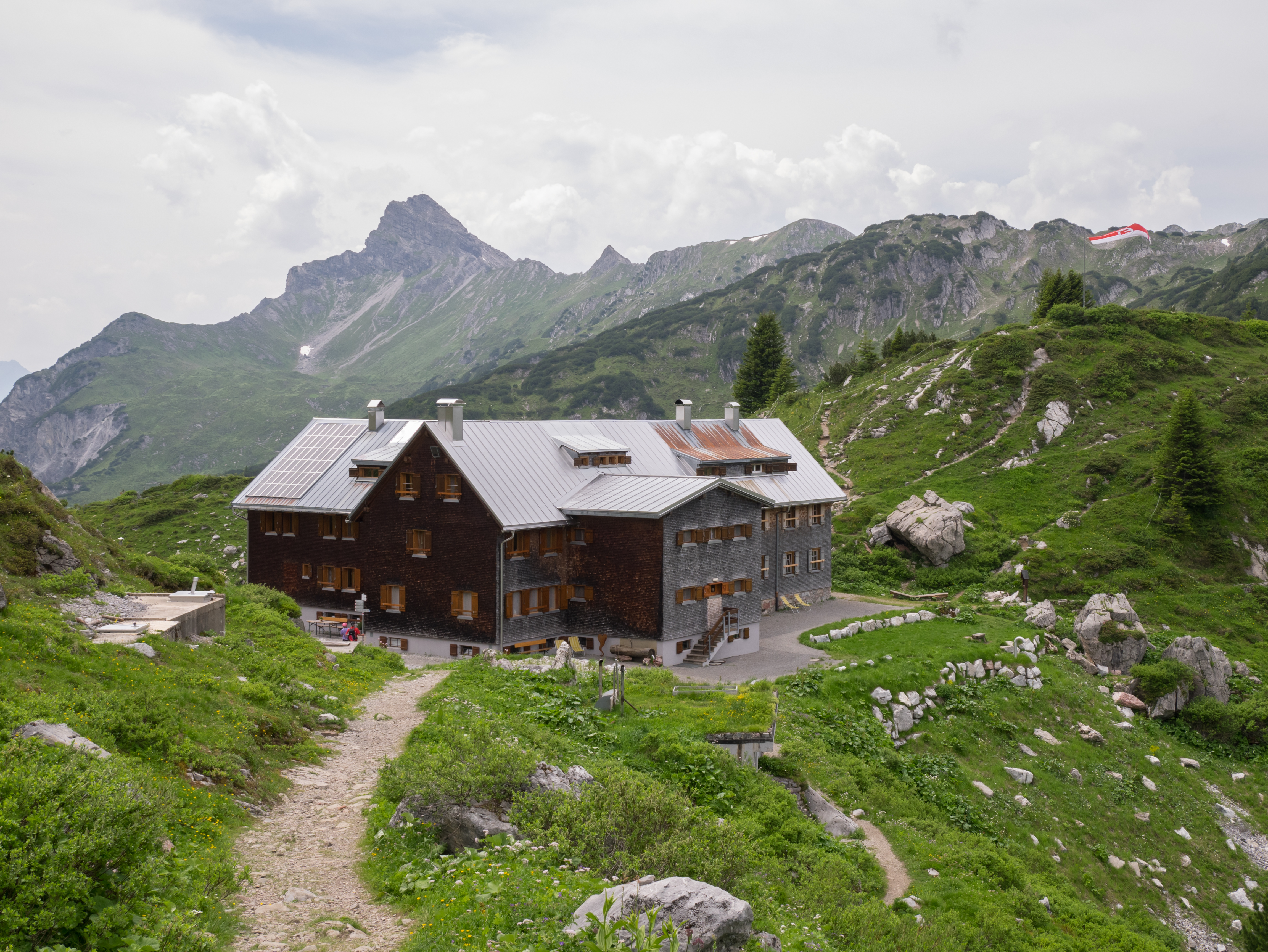
Refugio de Friburgo

Hay cinco refugios del Club Alpino en las montañas: 
- Refugio de Biberacher 1,842 m sobre el nivel del mar (AA)
- Refugio de Frassen 1.725 m  sobre el nivel del mar (AA)
- Refugio de Friburgo 1.931 m  sobre el nivel del mar (AA)
- Refugio de Göppinger 2,245 m sobre el nivel del mar (AA)
- Refugio Ravensburger 1.948 m sobre el nivel del mar (AA)

Estos refugios, con la excepción del refugio Frassen, son parte de la Lechquellenrunde. 

### Caminos de larga distancia

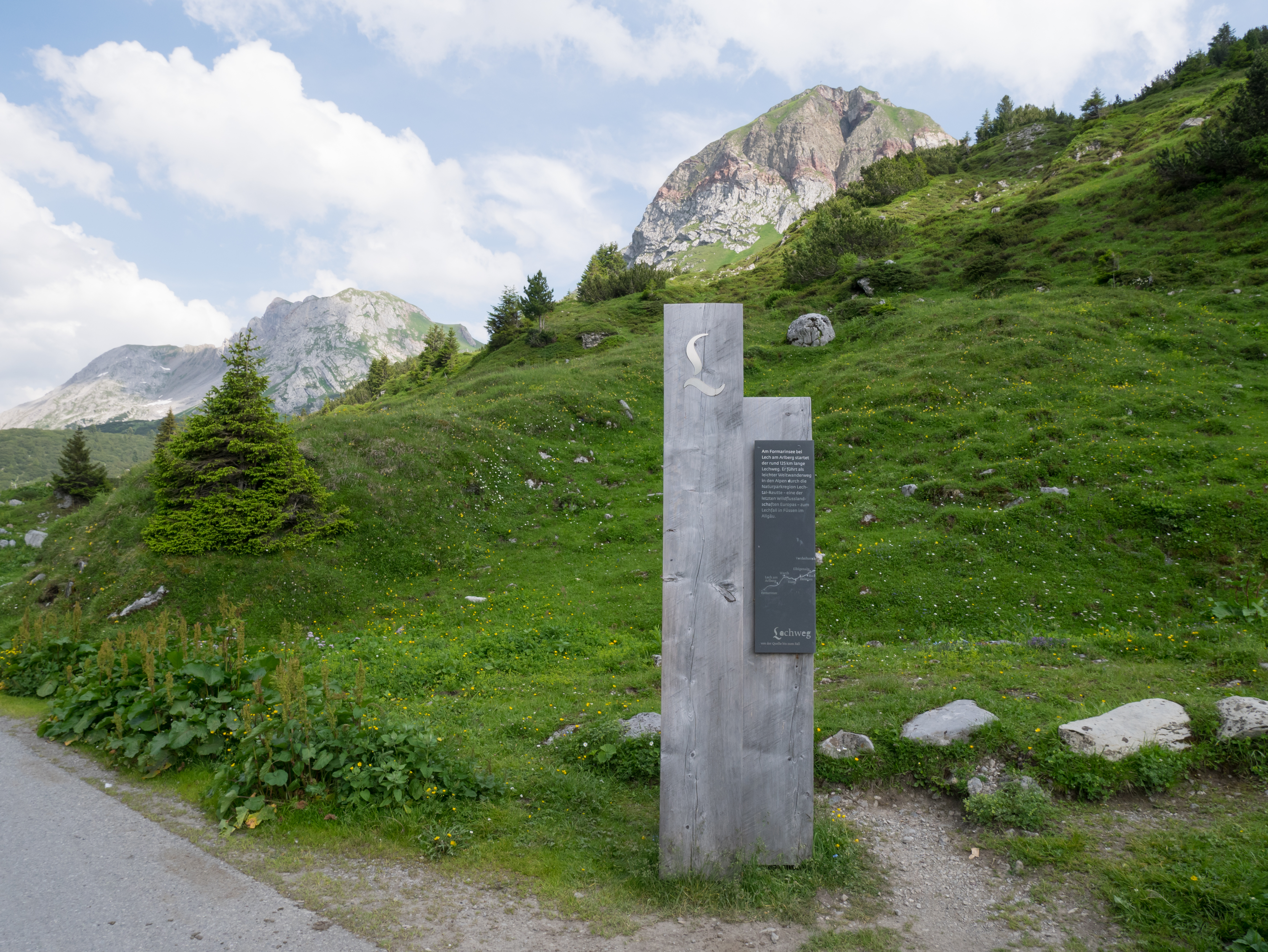
Inicio de la ruta de Lechweg

El camino de larga distancia alpino del norte 01, el Camino de los Alpes de Piedra Caliza (Kalkalpenweg ), cruza las Lechquellen de la siguiente manera: 
- Sección  17 de Zürs a Damüls a través de Madlochjoch, Refugio de Ravensburger, Refugio de Freiburger, Refugio de Göppinger y Refugio de Biberacher. La última sección del Faschinajoch a Damüls corre a través de las montañas del bosque de Bregenz.

La Vía Alpina, una ruta transfronteriza de larga distancia con cinco secciones a través de todos los Alpes, también atraviesa las montañas de Lechquellen. 
El Sendero Rojo de la Vía Alpina (Rote Weg der Vía Alpina) tiene 3 etapas que atraviesan las Lechquellen de la siguiente manera: 
- La etapa R52 va desde el Refugio Mindelheimer hasta Schröcken. Esta etapa se encuentra principalmente en los Alpes de Allgäu. Abriéndose paso entre el paso de Hochtannberg y Schröcken, pasando por Kälbelesee y Körbersee, también entra en las  Lechquellen.
- La etapa R53 va desde Schröcken a Buchboden por el puerto de Schadona (Biberacher Hut).
- La etapa R54 va desde Buchboden hasta St. Gerold. La segunda parte de esta etapa se encuentra en las montañas del bosque de Bregenz.

El Lechweg corre 125 km desde el lago Formarinsee hasta el Lechfall en Füssen (Alemania). 

### Rutas con cuerda fija.
- Ruta de cuerda fija (DE: Klettersteig) en el Karhorn (2416 m)
- Panorama Klettersteig
- Francesco Tarmann Klettersteig (Ludesch)

## Protección de la Naturaleza
La reserva de la biosfera Großwalsertal también cubre partes de las montañas de Lechquellen. Particularmente interesantes son las zonas centrales, que, según la UNESCO, deben formar parte de cada reserva de la biosfera. En las montañas de Lechquellen hay dos zonas centrales más grandes, la Gadental y el área de Faludriga Nova. Los bosques de montaña en estas zonas centrales no se han utilizado durante varios años en la silvicultura. Como resultado, estas zonas centrales ya presentan hoy la imagen de bosques naturales montañosos (vírgenes) con árboles de diferentes edades y una alta proporción de madera muerta en los Alpes de piedra caliza del norte. 
Existen las siguientes reservas naturales :
- Gadental, establecida en 1987, tamaño 1.336 ha.

- Gipslöcher Oberlech, establecida en 1988, tamaño 21 ha

- Bödener Magerwiesen, establecida en 1991, tamaño 16,5 ha

- Faludriga Nova, establecida en 2003

Zona fitosanitaria:
- Körbersee, establecida en 1958, tamaño 451 ha.

Áreas Natura-2000
- Bergwälder Klostertal
- Gadental, establecida en 1995, tamaño 1.543,77 ha.